# Austrozele nigricauda
Austrozele nigricauda är en stekelart som först beskrevs av Günther Enderlein 1920.  Austrozele nigricauda ingår i släktet Austrozele och familjen bracksteklar. Inga underarter finns listade.